# Tiergarten (Berlin)
Tiergarten, Berlin-Tiergarten (wym. MAF: [ˈtiːɐ̯ˌɡaʁtn̩], posłuchajⓘ) – dzielnica (Ortsteil) Berlina w okręgu administracyjnym Mitte. Od 1 stycznia 1861 w granicach miasta. Nazwa okręgu pochodzi od zajmującego znaczną jej część parku Großer Tiergarten.
W dzielnicy znajduje się ponad 30 ambasad i dwa konsulaty.

## Transport
Stacja kolejowa w dzielnicy to Berlin Tiergarten.
Przez dzielnicę przebiega linia metra U1 ze stacją Kurfürstenstraße, linia metra U2 ze stacją Mendelssohn-Bartholdy-Park, linia metra U5 ze stacją Bundestag.